# Castagna di Trevico
La castagna di Trevico è un prodotto ortofrutticolo tipico del territorio di Trevico, comune della Baronia situato a un'altitudine di 1090 m s.l.m., la più elevata della comunità montana dell'Ufita e dell'intera regione Campania. Il prodotto si fregia del marchio PAT rilasciato dal Ministero delle politiche agricole alimentari e forestali.

## Storia
Fin dall'antichità il territorio di Trevico e, più in generale dell'alta Baronia, si caratterizza per la vegetazione a dominanza di castagno; tale essenza, già presente in natura, veniva infatti deliberatamente favorita dall'uomo poiché necessaria per il sostentamento (costituiva "il pane dei poveri") in un territorio altrimenti aspro e povero di risorse. Nel periodo autunnale le famiglie patriarcali praticavano finanche una suddivisione generazionale del lavoro: donne e bambini si occupavano della raccolta in bosco, gli anziani curavano la cernita all'interno delle proprie dimore mentre gli adulti si dedicavano allo smercio (spesso sotto forma di baratto) nei grandi mercati dell'Italia meridionale. Una parte del prodotto era comunque destinata all'autoconsumo, direttamente o tramite conservazione al naturale o dopo molitura.

## Produzione
La coltura del castagno di Trevico segue le modalità tradizionali: gli alberi sono tenuti nel loro ecosistema naturale (il castanetum), grazie alle ideali caratteristiche pedo-climatiche; le piante non vengono sottoposte a trattamenti fitosanitari né a diserbo chimico. Nella stagione invernale ci si limita alla potatura, ossia all'asportazione manuale dei rami secchi o deperienti, mentre a fine estate si provvede allo sfalcio del sottobosco al fine di agevolare la successiva fase di raccolta dei frutti, che viene effettuata a mano in un preciso arco temporale (dal 10 ottobre al 10 novembre di ogni anno), mentre di poco successiva è l'operazione di ripulitura del sottobosco dai ricci ormai vuoti. Immediatamente dopo la raccolta e il trasporto in azienda (per mezzo di sacchi di juta) le castagne idonee al consumo vengono selezionate, mentre quelle lesionate o bacate sono destinate all'alimentazione animale e in particolare all'allevamento suino, assai fiorente in loco. Inoltre, mentre le castagne di calibro inferiore sono sottoposte ad essiccazione naturale e successivamente destinate a caldarroste, i frutti di grosso calibro vengono avviate all'idroterapia (curatura in dialetto irpino), ossia immerse in contenitori di acqua a temperatura ambiente per circa una settimana, al fine di bloccare lo sviluppo dei microrganismi dannosi e di favorire piuttosto un principio di fermentazione. Al termine dell'operazione le castagne vengono ritirate e conservate all'asciutto per lunghi mesi, talora ricoperte da un lieve strato di sabbia naturale. Un modo di conservazione alternativo consisteva nell'infornare le castagne e di infilarle poi con lo spago per formare delle corone intrecciate ('nzertë in dialetto) o talora delle opere più elaborate (in forma di cesto, scarpa, mitra vescovile ecc.), quali doni natalizi o per ornamento temporaneo e successivamente consumate a inverno inoltrato.

## Caratteristiche
La castagna di Trevico assume una forma assai variabile a seconda del numero e della posizione dei frutti (gli acheni) all'interno delle infiorescenze spinose (i cosiddetti "ricci"). Il calibro delle castagne oscilla pertanto tra i 15 e i 30 mm mentre il numero di frutti per chilogrammo varia tra 70 e 100. A maturazione le castagne assumono un colore marrone lucente mentre la polpa si mantiene bianca, con un grado di umidità del 50% (riducentesi poi al 10% nel prodotto secco) e un livello di amido prossimo al 25% (ma superiore al 35% nel secco); la miglior caratteristica distintiva della castagna di Trevico risiede però nel bassissimo contenuto in sodio.